# Pablo Rudisi
Pablo Rudisi (Córdoba, Provincia de Córdoba, Argentina, 27 de abril de 1989) es un futbolista argentino. Juega como defensa central y actualmente se encuentra sin equipo.
Dio sus primeros pasos en las inferiores del Club Unión San Vicente entre 1997 y 2002. En el año 2002, de la mano de Marcelo Bonetto, pasó al Club Atlético Belgrano, donde se desempeñó en las inferiores junto a jugadores como Matías Suárez, Pablo Chavarría, Iván Etevenaux, Franco Vázquez, entre otros. 

## Carrera
Pablo Rudisi ha sido capitán y referente en el campeonato obtenido por Belgrano en la Cuarta División de las inferiores. En la final del torneo convirtió el gol del empate contra Lanús y luego otro tanto en la ejecución de penales.
Por su buen rendimiento en las inferiores fue promovido al plantel superior por Dalcio Giovagnoli para la pretemporada del equipo en vista al torneo 2008-2009 del Nacional B.
Su primer partido en Primera División fue vistiendo la camiseta de Belgrano el 15 de agosto del 2009 frente a Instituto de Córdoba en un torneo amistoso. Pero su debut en partidos oficiales se produjo en la fecha 36 de la Temporada 2009-2010 ante Deportivo Merlo, al ingresar en el minuto 75 por Héctor Cuevas.
Hasta mediados de 2012 se desempeñaba como defensor central en Club Atlético Central Norte de Salta en el Torneo Argentino A, donde arribó como refuerzo a préstamo. Retorna a Belgrano donde es parte del equipo principal en la Primera División utilizando el dorsal #2.
En el año 2013 llega como refuerzo al Club Atlético Unión de Villa Krause en San Juan para el Torneo Argentino B, obteniendo el club en el 2014 la invitación por parte del Consejo Federal para sumarse al nuevo Federal A, categoría donde militó hasta su desvinculación.
En el 2016 hace su llegada al Club Juventud Unida Universitario de San Luis de la mano del técnico Walter Sanfilipo, donde se desempeñó hasta la finalización del Torneo Federal A 2016/2017.
En julio de 2017 hace su arribo al Club Deportivo Maipú de Mendoza, que milita el Federal A, para la temporada 2017, hasta su desvinculación en enero de 2018 por razones personales.
En febrero de 2018 llega como refuerzo al Carlos A. Mannucci de Trujillo, de la Segunda División del Perú. 

## Clubes
| Club                         | País      | Año         |
| ---------------------------- | --------- | ----------- |
| Belgrano                     | Argentina | 2009 - 2011 |
| Central Norte                | Argentina | 2011 - 2012 |
| Belgrano                     | Argentina | 2012 - 2013 |
| Unión de Villa Krause        | Argentina | 2013 - 2016 |
| Juventud Unida Universitario | Argentina | 2016 - 2017 |
| Deportivo Maipú              | Argentina | 2017 - 2018 |
| Carlos A. Mannucci           | Perú      | 2018        |